# 262.º Comando de Testeo Operacional
262.º Comando de Testeo Operacional (262. Erprobungskommando), fue una unidad de prueba para los nuevos aviones de combate Messerschmitt Me 262 de la Luftwaffe durante la Segunda Guerra Mundial.

## Historia
Formada en abril de 1944 en Lechfeld para probar el nuevo avión de combate Messerschmitt Me 262A. El 26 de septiembre de 1944 es disuelta, y utilizada para la conformación del Comando Nowotny, y el 2 de noviembre de 1944, partes sobrantes son utilizadas para la conformación del III Grupo/2.º Escuadrón de Caza de Reemplazo de Instrucción.

## Comandantes
- Capitán Werner Thierfelder — (abril de 1944 — 18 de julio de 1944)
- Mayor Walter Nowotny — (19 de julio de 1944 — 26 de septiembre de 1944)

### Comandante de Grupo de Estado Mayor
- Capitán Werner Thierfelder — (19 de diciembre de 1943 — 18 de julio de 1944)
- Capitán Horst Geyer — (5 de agosto de 1944 — 20 de septiembre de 1944)

### Comandante de Grupo Adjunto
- Teniente 1.º Günther Wegmann

### Oficiales de Estado Mayor
- Capitán Richter

### Gruppen TO
- Capitán Karl Kiefer — (15 de mayo de 1944 — 5 de agosto de 1944)

### Comunicaciones
- Teniente 1.º Leitner

Formada en abril de 1944.
- 8.º Escuadrilla/26.º Escuadrón de Caza Pesado Capitán de Escuadrón Teniente 1.º Hans Günter Müller
- 9.º Escuadrilla/26.º Escuadrón de Caza Pesado Capitán de Escuadrón Teniente 1.º Paul Bley

Iniciando con 20 Messerschmitt Me 262, y más tarde con 20. Pierden 3 Messerschmitt Me 262. Obtiene 12 victorias (Caza/Reconocimiento = 11, Bombardero Boeing B-17 = 1).
El 2 de noviembre de 1944, las partes son utilizadas para la conformación del III Grupo/2.º Escuadrón de Caza de Reemplazo de Instrucción.
- Stab/262.º Comando de Testeo Operacional conforma al Stab/III Grupo/2.º Escuadrón de Caza de Reemplazo de Instrucción
- 262.º Comando de Testeo Operacional conforma a la 9.º Escuadrilla/2.º Escuadrón de Caza de Reemplazo de Instrucción
- 262.º Comando de Testeo Operacional conforma a la 10.º Escuadrilla/2.º Escuadrón de Caza de Reemplazo de Instrucción
- 262.º Comando de Testeo Operacional conforma a la 11.º Escuadrilla/2.º Escuadrón de Caza de Reemplazo de Instrucción

## Bases
| 19 de diciembre de 1943 — 26 de septiembre de 1944  | Lechfeld              | Cuartel General                                |
| 17 de mayo de 1944 — 18 de agosto de 1944           | Leipheim              | 8.º Escuadrilla                                |
| 17 de mayo de 1944 — 26 de septiembre de 1944       | Schwäbisch Hall       | 9.º Escuadrilla                                |
| 18 de agosto de 1944 — 26 de septiembre de 1944     | Rechlin - Lärz        | 8.º Escuadrilla y partes de la 9.º Escuadrilla |
| 20 de septiembre de 1944 — 26 de septiembre de 1944 | Erfurt - Bindersleben | 9.º Escuadrilla                                |

## Fuerza total
- 19 de abril de 1944 — 1 Messerschmitt Me 262 V-8
- 30 de mayo de 1944 — 8 Messerschmitt Me 262 Schwalbe y Messerschmitt Me 262A-1a
- 10 de agosto de 1944 — 15 Messerschmitt Me 262 Schwalbe y Messerschmitt Me 262A-1a
- 18 de agosto de 1944 — 20 Messerschmitt Me 262 Schwalbe y Messerschmitt Me 262A-1a